# Tigre (empresa)
Tigre é uma multinacional brasileira do setor de construção civil e infraestrutura com foco no segmento de tubos, conexões e materiais hidráulicos.
Em 2021, foi considerada a 9ª empresa mais internacionalizada do Brasil, segundo ranking da Fundação Dom Cabral. Em 2023, ganhou o Valor 1000 como a maior empresa brasileira do setor de plásticos e borrachas.
Atualmente, a companhia está presente em cerca de 30 países e possui mais de 5.000 funcionários em 24 unidades fabris, sendo 11 no Brasil e 13 no exterior.

## Histórico
A marca TIGRE nasceu da ousadia do jovem empresário João Hansen Júnior. Em 1942, adquiriu em Joinville, Santa Catarina, uma pequena fábrica de pentes, na época eram fabricados à base de chifres de bois.
Os produtos da Tigre detêm hoje entre 40% e 45% do mercado brasileiro. Em 2011, a companhia investiu R$ 250 milhões na modernização de equipamentos e instalações, construção de uma fábrica de registros e ações de marketing. Em 2012, o grupo faturou R$ 3,1 bilhões, mas o planejamento é que o faturamento chegue a R$ 5 bilhões em 2014.

## Empresas do grupo
- Tigre Tubos e Conexões: líder na fabricação e distribuição de tubos, conexões e acessórios em PVC, é a marca de referência para o segmento de construção civil com mais de 15.000 variações de produtos.

- Claris Soluções para Esquadrias: com soluções nas molduras de PVC, a Tigre possui produtos com acabamento de alta qualidade para garantir personalização e estilo. Líder n segmento de esquadrias, a marca atende às necessidades para arquitetura comercial e residencial.

- Tigre Ferramentas para Pintura: líder na fabricação de escovas e pincéis na América Latina, com linhas que abrangem diversos setores, desde o imobiliário até o escolar, os produtos Tigre possuem alta qualidade e tecnologia avançada.

- Tigre-ADS: possui soluções para os setores de infraestrutura, mineração e irrigação na América do Sul. Líder de mercado no Brasil, a marca ainda é referência em diversos países.